# Hotel Rosaleda
El Hotel Rosaleda es un edificio emblemático de la arquitectura de granito, del año 1943, situado en Encamp, en el número 13 de la avenida Copríncipe Francés, en Andorra. Es obra del arquitecto novocentista Adolfo Florensa y está protegido como Bien de Interés Cultural de Andorra, en la clasificación de monumento.

## Edificio
El edificio se encuentra entre la avenida Copríncep Francès, al sudeste, y el río Valira, al noroeste. Es de planta rectangular. Consta de una planta subterránea, que se extiende más allá del cuerpo central del edificio, planta baja y cuatro plantas. En la cara suroeste, una gran terraza que cubre la entrada al sótano y dos locales estira el edificio en esta dirección. Esta terraza y la planta que la define contribuyen a solucionar cuidadosamente el desarrollo del edificio en un terreno con una notable pendiente.
Se trata de un edificio aislado, con cuatro fachadas que se pueden considerar todas nobles, si bien tratadas de manera diferente. Por encima de la planta subterránea, con garaje, almacenes, servicios y una mítica sala de fiestas de la segunda mitad del siglo XX, se  levantan la planta baja y las cuatro plantas de pisos, dedicadas a recepción, salones, bar, comedor, cocina y habitaciones. La última planta, originariamente poco aprovechable, se recuperó como planta de habitaciones con la inclusión, durante
la reforma de los años cincuenta del siglo XX, de un gran número de lucernas que transforman en más compleja la solución inicial del losado.
En las fachadas se aprecia, a los cuatro vientos, la expresión del arquitecto impregnado por la corriente novocentista cargada de signos historicistas ponderados y lleno de referencias regionales. Desde el monumentalismo de las fachadas anterior y posterior, pasando por la torre lateral de raíces medievales o regionalistas que corona la caja de escalera, hasta la cálida fachada de poniente, sutilmente similar a la de un chalé alpino.

## Historia
El proyecto firmado por Adolfo Florensa, con fecha de 1941, está archivado en el Colegio Oficial de Arquitectos de Cataluña; en la fachada está esculpida la fecha 1943.
Es un ejemplo de la arquitectura del segundo tercio del siglo XX que arquitectos de prestigio proyectaron en Andorra manteniendo una interpretación respetuosa con la tradición local. Así mismo, es un ejemplo de la transformación hotelera y, en general, socioeconómica de Andorra a mediados de siglo XX.
Originariamente, el Hotel Rosaleda fue concebido como un edificio aislado, la última edificación, durante unos años, del extremo nordeste de la villa, entre la carretera y el río, rodeado de campos de cultivo. El desarrollo de Encamp ha modificado el entorno inicial en un nuevo contexto urbano. El Hotel Rosaleda y el edificio del Común de Encamp, situados frente a frente, constituyen los dos puntos de referencia singular con una simbología histórica importante.
El año 2015 se hizo público que el Ministerio de Cultura de Andorra pretendía traspasar gran parte de sus dependencias al edificio, procedentes del Archivo y la Biblioteca de Gobierno.